# عابا (الكورة)
عابا هي قرية لبنانية من قرى قضاء الكورة في محافظة الشمال.